# Olivia Star
Olivia Star è un grattacielo utilizzato per ospitare uffici commerciali situato a Danzica, in Polonia. Alto 180 metri, la sua costruzione è iniziata il 30 giugno 2016 ed è stata ultimata nel 2018.